# گمینا کنشن
گمینا کنشن (به لهستانی:  Gmina Knyszyn) یک گمینا در لهستان است که در شهرستان مونگکی واقع شده‌است. گمینا کنشن ۱۲۷٫۶۸ کیلومتر مربع مساحت و ۴٬۹۴۲ نفر جمعیت دارد.